# Delta Aquarii
Delta Aquarii (δ Aqr / δ Aquarii) este cea de-a treia stea cea mai strălucitoare din constelația Vărsătorul. Această stea poartă și numele tradițional Skat sau Scheat, acest din urmă nume poate face referire și la Beta Pegasi.
Delta Aquarii face probabil parte din Curentul de stele din Ursa Mare.
Numele tradițional este în general considerat ca fiind derivat al cuvântului arab as-saq, care semnifică „gamba” sau „tibia”; totuși, s-a sugerat că de fapt, ar proveni din cuvântul arab ši'at, care semnifică „dorință”, „urare”.